# 1988 Сезон ураганів в Атлантиці
У 1988 сезон ураганів в Атлантиці був помірно активним сезоном, який виявився занадто дорогим і смертельним, з 15 тропічними циклонами, що безпосередньо дійшли до землі. Сезон офіційно розпочався 1 червня 1988 року і тривав до 30 листопада 1988, хоча активність почалася ще 30 травня, коли тропічна депресія розвивалася в Карибському морі. З червня по листопад кожного року традиційно відділяють період, коли більшість тропічних циклонів формуються в Атлантичному басейні. Перший циклон, що досяг статусу тропічного шторму був Альберто, 8 серпня, майже на місяць пізніше, ніж зазвичай. Останній шторм в році, тропічний Шторм Кейт, став позатропічним 24 листопада.
У сезон виникло 19 тропічних циклонів, з яких 12 досягли статусу тропічного шторму. Один тропічний шторм був оперативно класифікований як тропічна депресія, але був перекваліфікований після аналізу. П'ять тропічних циклонів досягли ураганного статусу, три з яких стали головними ураганами , досягаючи категорії 3 за шкалою Саффіра-Сімпсона.
Найбільш помітним циклоном сезону був ураган Гілберт, який за записами в той час був найсильнішим Атлантичним ураганом. Ураган пройшов через Карибське море і Мексиканську затоку, і викликав спустошення в Мексиці та багатьох острівних держав, особливо на Ямайці. Його проходження спричинило пошкодження на $5 мільярдів (1988 доларів США; $10.1 2017 доларів США) і більш ніж 300 смертей, в основному в Мексиці. Ураган Джоан, вражає Нікарагуа як ураган 4 категорії, спричинивши пошкоджень на суму близько $2 мільярдів (1988 доларів США; $4.05 2017 доларів США) і більш ніж 200 смертей. Буревій пронісся в східній частині Тихого океану і був перекваліфікований в тропічний Шторм Міріам.

### Передсезонні прогнози
Прогнози активності ураганнів, які публікуються перед кожним сезоном ураганів зазначені експертами з ураганів, такими як д-р Вільям М. Грей і його колегами з Університету штату Колорадо. Нормальний сезон, як це визначено за допомогою супутників NOAA, має від шести до чотирнадцяти іменованих штормів, з яких від чотирьох до восьми досягнуть сили урагану і від одного до трьох стануть сильними ураганами. У червні 1988 року прогноз був, що сформується одинадцять штормів і що сім досягне статусу урагану. В Прогнозі не уточнили, скільки ураганів досягнуть статусу сильного урагану.

### Сезон активності
Сезон ураганів в Атлантиці офіційно розпочався 1 червня, , але активізувався він ще в 1988 році, на два дні раніше з формування тропічної депресії Один 30 травня. Він був вище середньо-сезонного, в якому утворилося 19 тропічних циклонів. Дванадцять депресій досягли статусу тропічного шторму, і п'ять з них досягли статусу урагану, три з яких досягли статусу сильного урагану. Чотири урагани і три тропічні шторми досягли суші протягом сезону і викликали 550 смертей і $7 мільярдів збитків у пошкодженні (1988 доларів США). Останній шторм сезону тропічний Шторм Кейт, розсіявся 24 листопада всього за 6 днів до офіційного закінчення сезону 30 листопада.
Активність у перші два місяці сезону була обмеженою через сильний зсув вітру від верхнього тропосферного потоку.  Хоча енергійні тропічні хвилі рухались від узбережжя Африки, більшість з них швидко зменшилася за інтенсивністю, поки вони не зникли в тропічній частині Атлантичного океану. В результаті тропічні циклони утворювалися в червні або липні. Зниження зрушення вітру в серпні дозволило тропічним хвилям розвиватися в тропічні циклони. Офіційні помилки прогнозу переміщення шторму були на 30-40 процентів нижче, ніж у середньому за попередні 10 років. В 24-, 48-, і 72-годинні прогнози були найточнішими за більш, ніж 18 років, а також більш точні, ніж у кожний наступний сезон аж до 1996.

У цьому сезоні активність була відображена 103 ПЕЦ, в рейтингу Повної енергії циклону (ПЕЦ), який класифікується як "майже нормальний". ПЕЦ є, простіше кажучи, одиницею виміру сили урагану, помноженого на відрізок часу, протягом якого він тривав, так шторми, які тривають довгий час, а також особливо сильні урагани, мають високі ПЕЦ. ПЕЦ розраховується для всіх іменованих штормів в 6-годинному інтервалі, коли система перевищує 34 вузли (39 миль за годину, 63 км за годину).